# Капранова, Ольга Сергеевна
О́льга Серге́евна Капра́нова (6 декабря 1987, Москва, СССР) — российская спортсменка, представляла художественную гимнастику в индивидуальных упражнениях. Многократная чемпионка мира и Европы, заслуженный мастер спорта России. С 2024 года занимает пост вице-президента объединенной федерации гимнастики. 

## Биография
Начала заниматься художественной гимнастикой с семи лет под руководством тренера Елены Юрьевны Нефёдовой. 
В 2000 году была приглашена Ириной Винер в центр олимпийской подготовки.
В 2009 году окончила Российский государственный социальный университет (РГСУ), получив специальность «специальная психология». 
В 2012 году окончила институт им П. Ф. Лесгафта в Санкт Петербурге, бакалавр физической культуры и спорта.
Начиная с 2003 года Ольга делает заметные успехи на различных международных турнирах, выступая в индивидуальном разряде. С этого времени реально претендовала на место «гимнастки № 1» в российской сборной. Большая конкуренция со стороны других гимнасток и ряд неудач (в первую очередь, на Олимпиаде в Пекине, где Капранова шла второй после квалификации, но в итоге заняла 4-е место), привели к тому, что Ольга приняла решение завершить спортивную карьеру ещё в 2008 году. Однако тренер сборной Ирина Винер настояла, чтобы Капранова продолжила выступления вплоть до Чемпионата мира 2009 года.
В течение 2009 года Капранова выступала неровно, чередуя блестящие победы с провалами. Так, на этапе Кубка мира в Мариборе, в отсутствии новой звезды художественной гимнастики Евгении Канаевой, она завоевала три золотые медали. А на Чемпионате мира в японском Исе (префектура Мие), где всё «золото» забрала Канаева, Ольга вовсе не сумела подняться на пьедестал в индивидуальных дисциплинах. Однако она смогла завоевать свою десятую медаль чемпионки мира в командных соревнованиях. 
В декабре 2009 года было объявлено об уходе Ольги Капрановой из большого спорта. С 2010 года занимается тренерской деятельностью, проводит учебно-тренировочные сборы со своей родной сестрой Екатериной. С конца 2009 года имеет международную судейскую категорию и судит международные турниры.
С 2012 года Ольга занимает должность директора Государственного Бюджетного Учреждения "Спортивная школа олимпийского резерва-74" Департамента спорта и туризма г. Москвы. 
Ольга стала руководителем школы в 24 года и, таким образом, является самым молодым директором ГБУ в истории Москвы.
11 мая 2013 в Барнауле открылась спортивная школа по художественной гимнастике Ирины Чащиной. В церемонии открытия школы приняли участие Заслуженный тренер России Вера Штельбаумс и всемирно известные гимнастки Ольга Капранова (Россия), Наталья Годунко (Украина), Любовь Черкашина (Беларусь).  
С 2016 года член Общественного Совета при министерстве спорта РФ. С 2016 года депутат муниципального собрания депутатов городского округа Звенигород от партии Единая Россия .
В 2017 году Ольга окончила магистратуру  МГУ им Ломоносова (специальность - социология) и получила третье образование.

## Спортивные результаты
- 2003

— Чемпионат мира, Будапешт, 1-е место — команда
- 2004

— этап Кубка мира, Баку, 3-е место — лента, индивидуальное многоборье

— этап Кубка мира, турнир «Шарк Гузали-2004» («Красавица Востока-2004»), Ташкент, 1-е место — лента, булавы, мяч; 2-е место — обруч; 3-е место — индивидуальное многоборье

— финал Кубка мира, Москва, 3-е место — булавы, обруч, лента
- 2005

— Чемпионат мира, Баку, 1-е место — мяч, булавы, скакалка, индивидуальное многоборье, команда

— Чемпионат Европы, Москва, 1-е место — мяч, команда; 2-е место — булавы, скакалка

— Мировые гимнастические игры Дуйсбург, 1-е место — мяч, булавы

— этап Кубка мира, турнир «Шарк Гузали-2005» («Красавица Востока-2005»), Ташкент, 1-е место — булавы; 2-е место — лента

— этап Кубка мира, Корбей-Эсон, 3-е место — лента 

- 2006

— финал Кубка мира, Миэ, 2-е место — булавы

— Мемориал Оксаны Костиной, Иркутск, 1-е место — мяч, булавы; 2-е место — лента, скакалка
- 2007

— Чемпионат Европы, Баку, 1-е место — обруч, 2-е — булавы; 3-е — скакалка

— Чемпионат мира, Патры, 1-е место — команда, обруч, булавы; 2-е место — скакалка; 3-е место — индивидуальное многоборье

— этап Кубка мира, Киев, 1-е место — булавы; 2-е — обруч, 3-е — скакалка

— этап Кубка мира, Любляна, 2- место — лента; 3-место — обруч, булавы

— этап Кубка мира, Портиман (район), 1-е место — обруч
- 2008

— Олимпийские игры, Пекин, 4-е место — индивидуальное многоборье

— Чемпионат Европы, Турин, 3-е место — индивидуальное многоборье

— этап Кубка мира, Киев, 2-е место — скакалка, обруч; 3-е место — лента

— этап Кубка мира, Марибор, 1-е место — обруч; 2-е место — скакалка, лента 

— этап Кубка мира, Минск, 1-место — лента, обруч; 3-е место — скакалка

— этап Кубка мира, Портиман (район), 2-е место — булавы, обруч, скакалка

— финал Кубка мира, Бенидорм, 2-е место — скакалка; 3-е место булавы

— Мемориал Оксаны Костиной, Иркутск, 2-е место — скакалка, булавы
- 2009

— Чемпионат мира, Миэ, 1-е место — команда

— Чемпионат Европы, Баку, 1-е место — команда

— этап Кубка мира, Будапешт, 2-е место — мяч

— этап Кубка мира, Санкт-Петербург, 2-е место — мяч

— этап Кубка мира, Киев, 2-е место — обруч; 3-е место — скакалка

— этап Кубка мира, Марибор, 1-е место — мяч, лента, скакалка

— финал Кубка мира, Минск, 2-место — обруч